# Cephalocera disparilis
Cephalocera disparilis är en tvåvingeart som beskrevs av Hesse 1969. Cephalocera disparilis ingår i släktet Cephalocera och familjen Mydidae. Inga underarter finns listade i Catalogue of Life.